# Tiempo de reacción
El tiempo de reacción es el tiempo que mide entre la estimulación de un órgano sensorial y el inicio de una respuesta o una reacción.

## Tipos
Hablamos de tiempo de reacción simple cuando se usa un único estímulo y se mide el tiempo transcurrido entre la aparición del estímulo y el comienzo de la respuesta.
El tiempo de reacción de elección se da cuando se presentan dos estímulos, cada uno con una respuesta (por ejemplo apretar con la mano izquierda si sale un número par y con la derecha si es impar).
Tiempo de reacción de selección lo encontramos cuando ante dos estímulos solo se responde a uno (solo apretamos si es número par).

## Factores  que influyen
Popularmente se dice que una persona tiene buenos reflejos o que tiene malos reflejos en función de que sus tiempos de reacción sean cortos o largos respectivamente.
Algunos factores que influyen en el tiempo de reacción son los siguientes.
El tiempo de reacción ante un estímulo incrementa en función de la cantidad de información que necesite procesarse, esto implica que un tiempo de reacción disyuntivo será generalmente mayor que un tiempo de reacción simple en un mismo individuo.
Otro factor que afecta el tiempo de reacción es la modalidad sensorial a través de la cual se presente el estímulo, ya que algunas vías sensoriales requieren mayor procesamiento que otras. Por ejemplo, un estímulo presentado en la modalidad visual requiere un mayor procesamiento que otro presentado en la modalidad auditiva.
El tiempo de reacción se ve afectado también por la atención y por el estado general del organismo, por ejemplo, enfermedades, somnolencia, estado anímico y emocional, nivel de estrés, etc.
La predisposición de la persona a responder ante determinados estímulos es también un factor qué influye en el TR. Esta predisposición es un factor aprendido. Un claro ejemplo es la anticipación de respuesta de los atletas ante el disparo de salida. Una alta disposición a responder puede disminuir el TR, pero aumenta la tasa de errores de respuesta.